# Хайнрих II фон Щромберг
Хайнрих II фон Щромберг (на немски: Heinrich von Stromberg; † между 1 септември 1293 и 11 май 1295) от благородническата фамилия „Рюденберг“, е бургграф на замък Щромберг в град Оелде във Вестфалия/Северен Рейн-Вестфалия.

## Биография
Той е син на Конрад II фон Рюденберг, бургграф на Щромберг († 1253/1261) и първата му съпруга с неизвестно име. Внук е на Херман II фон Рюденберг, бургграф фон Щромберг († сл. 1246) и правнук на граф Конрад фон Рюденберг, бургграф на Щромберг († 1190), и съпругата му Гизела фон Щромберг († 1185).
Баща му Конрад II фон Рюденберг се жени втори път 1249 г. за графиня Аделхайд фон Арнсберг-Ритберг († сл. 1250), дъщеря на граф Готфрид II фон Арнсберг-Ритберг († 1235)) и Елизабет († 1217/23) или Агнес фон Рюденберг († 1237). Полубратята му са Конрад III (I) фон Рюденберг, бургграф на Рюденберг († сл. 1313), рицар Готфрид I фон Рюденберг († сл. 1333) и Йохан фон Щромберг († сл. 1318), каноник в Минден
Родът „Рюденберг“ се смята за най-знатен и богат във Вестфалия. През 1250 г. Хайнрих и баща му, както и граф Готфрид III фон Арнсберг-Ритберг, се отказват от правата им за Алтенхелефелд в Зауерланд, в полза на манастир Румбек в Арнсберг.

## Фамилия
Хайнрих II фон Щромберг се жени за Рихенца фон Халермунд († сл. 1306) от фамилията Кефернбург, дъщеря на граф Лудолф III фон Халермунд († сл. 1264/1266) и графиня Юта фон Хоя († сл. 1264). Те имат шест деца:
- Хайнрих фон Щромберг († сл. 1323)
- Херман фон Щромберг (* пр. 1276; † 1346), бургграф на Щромберг, женен I. за Кристина († ок. 1301), II. за Гертруд († пр. 1318), III. за Илиане († сл. 1346)
- Лудолф фон Щромберг († сл. 1337), женен за Вилбург († сл. 1331)
- Юта фон Щромберг († сл. 1310), омъжена за Вилхелм фон Ардей († 1314/1315)
- Аделхайд фон Рюденберг-Щромберг († сл. 1299), омъжена за Херман ван Давенсберг († сл. 1314)
- Кунигунда фон Щромберг († сл. 1325)